# يويتشيرو ناغاي
يويتشيرو ناغاي (永 井 雄 一郎) ولد 14 فبراير 1979 في شينجوكو،طوكيو، اليابان. هو لاعب كرة قدم ياباني ,يلعب حالياً في الدوري الدرجة J. 2 مع فريق (بالإنجليزية: Thespakusatsu Gunma)‏.

## روابط خارجية
- يويتشيرو ناغاي على موقع الاتحاد الدولي (مؤرشف)  (الإنجليزية)
- يويتشيرو ناغاي على موقع رابطة كرة القدم اليابانية للمحترفين (اليابانية)
- يويتشيرو ناغاي على موقع قاعدة بيانات كرة القدم.إي يو (الإنجليزية)
- يويتشيرو ناغاي على موقع ناشيونال فوتبول تيمز (الإنجليزية)
- يويتشيرو ناغاي على موقع Soccerway.com (الإنجليزية)
- يويتشيرو ناغاي على موقع عالم كرة القدم.نت (الإنجليزية)

1. ↑  "Stats Centre: Yuichiro Nagai Facts". الجارديان دوت كوم. مؤرشف من الأصل في 2015-02-12. اطلع عليه بتاريخ 2010-01-05.